# La Playa, Veracruz
La Playa är en ort i Mexiko.   Den ligger i kommunen Isla och delstaten Veracruz, i den sydöstra delen av landet, 400 km öster om huvudstaden Mexico City. La Playa ligger 27 meter över havet och antalet invånare är 106.
Terrängen runt La Playa är platt. Runt La Playa är det ganska glesbefolkat, med 24 invånare per kvadratkilometer. Närmaste större samhälle är Tesechoacan, 12,5 km norr om La Playa. Omgivningarna runt La Playa är en mosaik av jordbruksmark och naturlig växtlighet.